# كريستيان نافا سانشيز
كريستيان نافا سانشيز هو سياسي مكسيكي، ولد في 10 ديسمبر 1982 في كواوتلا ‏ في المكسيك. نشط حزبياً في الحزب الثوري المؤسساتي. وقد انتخب عضو مجلس النواب المكسيك ‏.